# Andreas Schlüter (film)

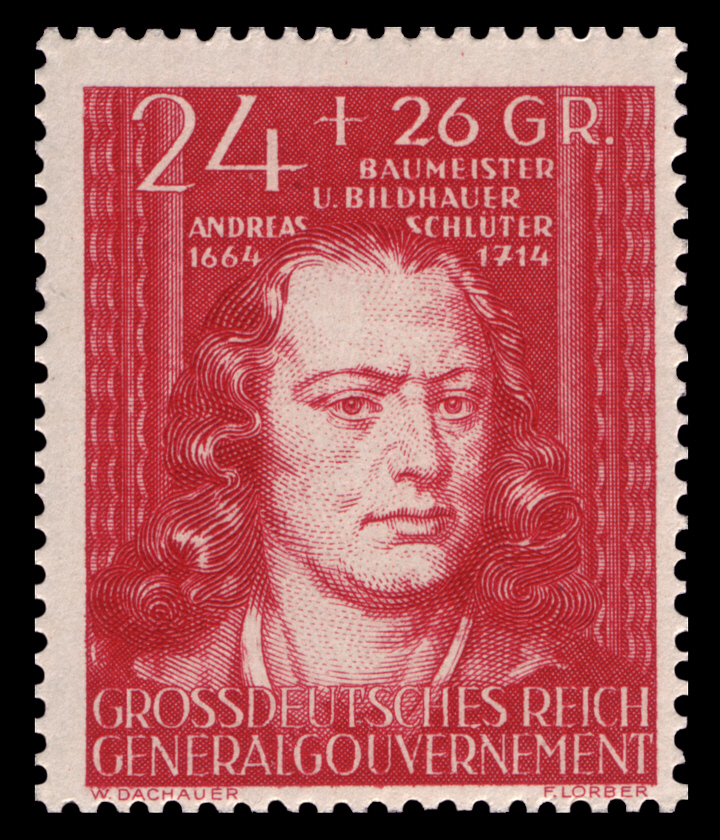
Frimärke med Schluters bild

Andreas Schlüter är en tysk biografifilm från 1942 i regi av Herbert Maisch. Manus skrevs av Maisch och Helmut Brandis efter romanen Der Münzturm av Alfons von Czibulka. Filmen handlar om hovarkitekten Andreas Schlüter, i filmen gestaltad av Heinrich George, som får olika storslagna uppdrag av kurfursten Friedrich III.

## Rollista
- Heinrich George - Andreas Schlüter
- Mila Kopp - Elisabeth Schlüter
- Olga Tjechova - grevinnan Vera Orlewska
- Dorothea Wieck - kurfurstinnan
- Karl John - Martin Böhme
- Theodor Loos - kurfurste Friedrich III
- Herbert Hübner - Johann von Wartenberg
- Marianne Simson - Eleonore Schlüter
- Eduard von Winterstein - Naumann
- Ernst Fritz Fürbringer - Baron Eosander, hovarkitekt
- Trude Haefelin - Fräulein von Pöllnitz
- Franz Schafheitlin - Herr von Harms
- Emil Heß - Dankelmann
- Max Gülstorff - Kraut
- Paul Dahlke - Jacobi
- Ernst Legal - professor Sturm
- Paul Westermeier - Wenzel
- Ernst Rotmund - Grünberg